# Karim Azamoum
Karim Azamoum (Rognac, 17 gennaio 1990) è un ex calciatore francese, di ruolo centrocampista.

## Caratteristiche tecniche
È un mediano.

## Carriera
È cresciuto nelle giovanili dell'Auxerre. Ha esordito il 9 ottobre 2010, con la maglia dell'Agde, in un match pareggiato 0-0 contro l'AS Béziers.

## Statistiche

### Presenze e reti nei club
Statistiche aggiornate al 22 maggio 2022.
| Stagione        | Squadra         | Campionato      | Campionato | Campionato | Coppe nazionali | Coppe nazionali | Coppe nazionali | Coppe continentali | Coppe continentali | Coppe continentali | Altre coppe | Altre coppe | Altre coppe | Totale | Totale | Totale |
| Stagione        | Squadra         | Comp            | Pres       | Reti       | Comp            | Pres            | Reti            | Comp               | Pres               | Reti               | Comp        | Pres        | Reti        | Pres   | Reti   |        |
| --------------- | --------------- | --------------- | ---------- | ---------- | --------------- | --------------- | --------------- | ------------------ | ------------------ | ------------------ | ----------- | ----------- | ----------- | ------ | ------ | ------ |
| 2010-2011       | Agde            | CFA2            | 24         | 4          | CF+CdL          | 0               | 0               |                    | -                  | -                  |             | -           | -           | 24     | 4      |        |
| 2011-2012       | Hyères          | CFA2            | 30         | 7          | CF+CdL          | 0               | 0               |                    | -                  | -                  |             | -           | -           | 30     | 7      |        |
| 2012-2013       | Hyères          | CFA2            | 30         | 5          | CF+CdL          | 0               | 0               |                    | -                  | -                  |             | -           | -           | 30     | 5      |        |
| Totale Hyeres   | Totale Hyeres   | Totale Hyeres   | 60         | 12         |                 | 0               | 0               |                    | -                  | -                  |             | -           | -           | 60     | 12     |        |
| 2013-2014       | Troyes          | L2              | 4          | 2          | CF+CdL          | 1+0             | 0               |                    | -                  | -                  |             | -           | -           | 5      | 2      |        |
| 2014-2015       | Troyes          | L2              | 30         | 4          | CF+CdL          | 1+2             | 1+1             |                    | -                  | -                  |             | -           | -           | 33     | 6      |        |
| 2015-2016       | Troyes          | L1              | 14         | 2          | CF+CdL          | 2+0             | 1+0             |                    | -                  | -                  |             | -           | -           | 16     | 3      |        |
| 2016-2017       | Troyes          | L2              | 27+2       | 4          | CF+CdL          | 2+1             | 0               |                    | -                  | -                  |             | -           | -           | 32     | 4      |        |
| 2017-2018       | Troyes          | L1              | 30         | 1          | CF+CdL          | 1+0             | 0               |                    | -                  | -                  |             | -           | -           | 32     | 4      |        |
| 2018-gen. 2019  | Cadice          | SD              | 3          | 0          | CS              | 3               | 1               |                    | -                  | -                  |             | -           | -           | 6      | 1      |        |
| gen.-giu.2019   | Elche           | SD              | 16         | 0          | CS              | 0               | 1               |                    | -                  | -                  |             | -           | -           | 16     | 0      |        |
| 2019-2020       | Albacete        | SD              | 28         | 0          | CS              | 2               | 0               |                    | -                  | -                  |             | -           | -           | 30     | 0      |        |
| 2020-gen.2021   | Albacete        | SD              | 17         | 0          | CS              | 1               | 0               |                    | -                  | -                  |             | -           | -           | 18     | 0      |        |
| Totale Albacete | Totale Albacete | Totale Albacete | 46         | 0          |                 | 3               | 0               |                    | -                  | -                  |             | -           | -           | 49     | 0      |        |
| gen.giu.2021    | Troyes          | L2              | 13         | 0          | CF              | 0               | 0               |                    | -                  | -                  |             | -           | -           | 13     | 0      |        |
| 2021-2022       | Troyes          | L1              | 7          | 0          | CF              | 0               | 0               |                    | -                  | -                  |             | -           | -           | 0      | 0      |        |
| Totale Troyes   | Totale Troyes   | Totale Troyes   | 125+2      | 13         |                 | 10              | 3               |                    | -                  | -                  |             | -           | -           | 137    | 16     |        |
| Totale carriera | Totale carriera | Totale carriera | 252        | 25         |                 | 16              | 5               |                    | -                  | -                  |             | -           | -           | 268    | 30     |        |

## Palmarès

### Club

#### Competizioni nazionali
- Campionato francese di seconda divisione: 2

Troyes: 2014-2015, 2020-2021